# Glaucium cuneatum
Glaucium cuneatum är en vallmoväxtart som beskrevs av James Cullen. Glaucium cuneatum ingår i Hornvallmosläktet som ingår i familjen vallmoväxter. Inga underarter finns listade i Catalogue of Life.